# Spinogramma
Spinogramma es un género de escarabajos de la familia Cerambycidae, que contiene las siguientes especies:
- Spinogramma ochreovittata Breuning, 1947
- Spinogramma ruficollis Breuning, 1959